# Michael Köhlmeier
Michael Köhlmeier (født 15. oktober 1949 i Hard, Østrig  er en østrigsk forfatter og musiker. Han skriver romaner, fortællinger, hørespil og sange og har flere gange optrådt som fortæller af antikt og lokalt sagnstof. Han har også modtaget udmærkelser for sit arbejde blandt andet Literaturpreis der Konrad-Adenaur-Stiftung og Marie Luise Kaschnitz-Preis i 2017 for det samlede forfatterskab .
Han studerede politik og tysk ved Marburg universitet i Tyskland samt matematik og filosofi ved universiteter i Giessen og Frankfurt.
Han blev gift med forfatteren Monika Helfer i 1981. Parret mistede deres datter Paula Köhlmeier i 2003 i en ulykke, og han dedikerede sin bog Idylle mit Ertrinkendem (2008) til hendes minde .
Köhlmeier lever nu i Hohenems og Wien og arbejder som forfatter.

## Das Mädchen mit dem Fingerhut
Das Mädchen mit dem Fingerhut, eller Pigen med fingerbøllet på dansk, er p.t. det eneste værk af Michael Köhlmeier der er oversat til dansk. I denne roman fortæller Köhlmeier en historie om mennesker uden nogen baggrund og i en verden, som ikke vil vide af dem. Den er fortalt i et enkelt sprog og giver et indtryk om vores helt aktuelle samtid.
Vi følger en pige, uden navn og sprog, der bliver efterladt i en i Tyskland, og næsten som ved et eventyr, finder hun venner, bliver syg, og fanges i et hjem hvor en gammel kvinde nærmest fængsler hende. Det er en lille, stille og tankevækkende roman.

## Priser
- 2015: Preis der LiteraTour Nord
- 2015: Düsseldorfer Literaturpreis
- 2017: Literaturpreis der Konrad-Adenaur Stiftung
- 2017: Marie Luise Kaschnitz-Preis